# Liste der Monuments historiques in Les Eyzies
Die Liste der Monuments historiques in Les Eyzies-de-Tayac-Sireuil führt die Monuments historiques in der französischen Gemeinde Les Eyzies auf.

## Liste der Bauwerke
| Bezeichnung                        | Beschreibung | Standort                            | Kennzeichnung | Schutzstatus | Datum     | Bild |
| ---------------------------------- | ------------ | ----------------------------------- | ------------- | ------------ | --------- | ---- |
| Abri Pataud                        |              | Le Claud (Lage)                     | PA00082543    | Classé       | 1930 1958 |      |
| Abri du Poisson und abri Lartet    |              | Gorge d’Enfer (Lage)                | PA00082534    | Classé       | 1913 1937 |      |
| Abri Audi                          |              | (Lage)                              | PA00082532    | Inscrit      | 1946      |      |
| Cro-Magnon                         |              | Chambre d’Ane (Lage)                | PA00082533    | Classé       | 1957      |      |
| ehemalige Schmiede von Eyzies      |              | Avenue de la Forge (Lage)           | PA00082539    | Inscrit      | 1986      |      |
| Steinhütte                         |              | Pechmémie (Lage)                    | PA00083091    | Inscrit      | 1991      |      |
| Steinhütte                         |              | Rue du Camp de César Sireuil (Lage) | PA00083092    | Inscrit      | 1991      |      |
| Château de Commarque               |              | (Lage)                              | PA00082535    | Classé       | 1943      |      |
| Schloss Tayac                      |              | (Lage)                              | PA00082536    | Classé       | 1968      |      |
| Kirche Saint-Pierre in Sireuil     |              | (Lage)                              | PA00082537    | Classé       | 1974      |      |
| Kirche Saint-Martin in Tayac       |              | (Lage)                              | PA00082538    | Classé       | 1895      |      |
| La Micoque                         |              | (Lage)                              | PA00082542    | Classé       | 1922      |      |
| Laugerie-Basse                     |              | (Lage)                              | PA00082540    | Classé       | 1940      |      |
| Laugerie-Haute                     |              | (Lage)                              | PA00082541    | Classé       | 1927 1941 |      |
| Gisement préhistorique du Vignaud  |              | 38 avenue de la Préhistoire (Lage)  | PA00082544    | Classé       | 1932      |      |
| Grotte de la Calèvie               |              | La Calavie (Lage)                   | PA00082553    | Inscrit      | 1974      |      |
| Grotte d'Abzac                     |              | Gorge d'Enfer (Lage)                | PA00082545    | Classé       | 1934      |      |
| Grotte Font-de-Gaume               |              | (Lage)                              | PA00082550    | Classé       | 1902      |      |
| Grotte de la Croze à Gontran       |              | Rue de Tayac (Lage)                 | PA00082549    | Classé       | 1914      |      |
| Grotte de la Mouthe                |              | La Mouthe (Lage)                    | PA00082551    | Classé       | 1953      |      |
| Grotte du château de Commarque     |              | (Lage)                              | PA00082548    | Classé       | 1924      |      |
| Grotte des Combarelles I           |              | (Lage)                              | PA00082546    | Classé       | 1902      |      |
| Grotte des Combarelles II          |              | (Lage)                              | PA00082547    | Inscrit      | 1943      |      |
| Grotte de l’Oreille d’Enfer        |              | Gorge d'Enfer (Lage)                | PA00082552    | Classé       | 1932      |      |
| Grotte de Cournazac                |              | Cournazac (Lage)                    | PA24000052    | Inscrit      | 2006      |      |
| Grotte de Nancy                    |              | (Lage)                              | PA24000048    | Inscrit      | 2005      |      |
| Pavillon mit Taubenhaus in Sireuil |              | Rue du Forgeron Sireuil (Lage)      | PA00082554    | Inscrit      | 1982      |      |

## Liste der Objekte
- Monuments historiques (Objekte) in Les Eyzies in der Base Palissy des französischen Kultusministeriums